# Cebrennus powelli
Cebrennus powelli là một loài nhện trong họ Sparassidae.
Loài này thuộc chi Cebrennus. Cebrennus powelli được Jean-Louis Fage miêu tả năm 1921.